# L. O. Laryea
L. O. Laryea (* 1942 oder 1943; † 21. Januar 2020 in Accra) war ein ehemaliger ghanaischer Fußballschiedsrichter und Fußballfunktionär.

## Karriere
Laryea erreichte im Laufe seiner Karriere den Status eines FIFA-Schiedsrichters und war nach Beendigung seiner Laufbahn als Schiedsrichterausbilder für die CAF und die FIFA tätig. Im Jahr 2002 wurde Laryea Mitglied des Ständigen Ausschusses der CAF und löste dabei George Lamptey im sechsköpfigen Schiedsrichterkomitee ab. Zudem war er Vorsitzender der Schiedsrichterkommission der WAFU Zone B, langjähriger Vorsitzender der Schiedsrichtervereinigung Ghanas sowie bis 2018 Schiedsrichtermanager innerhalb des Referees Department der Ghana Football Association. Zeitweise trat Laryea auch als Match Commissioner und Schiedsrichterbeobachter des Verbandes in Erscheinung.
Als Vorsitzender der Schiedsrichtervereinigung setzte er sich nicht nur für ständige Weiterbildungen der Schiedsrichter ein, sondern appellierte auch an die Fußballvereine, ihre Zuschauer über die Fußballregeln aufzuklären, damit diese den Schiedsrichtern nicht fälschlicherweise Voreingenommenheit gegenüber ihren Vereinen vorwerfen. Zuletzt war er im Jahr 2011 vom ghanaischen Verband für den Zeitraum 2011 bis 2013 als Mitglied in den Ausschuss für Internationale Beziehungen und den Ausschuss für Technik und Entwicklung gewählt worden. Sein Amt als Vorsitzender des ghanaischen Schiedsrichterverbandes legte Laryea mit Jahresende 2013 zurück und übergab es an Alex Quartey, der ebenfalls ein ehemaliger FIFA-Schiedsrichter war. Die Wahl auf Quartey fiel bei den Wahlen des für alle Schiedsrichterfragen zuständigen Gremiums beim 2. Quadrennial-Kongress in Sunanyi im Dezember 2013. Daraufhin übernahm Laryea seine neue Position als Manager in der Schiedsrichterabteilung des ghanaischen Fußballverbandes, die er bis 2018 ausübte. Danach blieb die Position – mitunter auch aufgrund der Auflösung des Verbandes und Neugründung im Jahr 2019 – über einen längeren Zeitraum vakant, wobei um das Jahr 2020 Thomas Richard Atiffu (auch Richard Atiffu) als der aussichtsreichste Kandidat für den Posten des Schiedsrichtermanagers der GFA galt.
Am Morgen des 21. Januar 2020 starb Laryea nach kurzer Krankheit im Korle-Bu Teaching Hospital in Accra. Für das Wochenende nach seinem Tod ordnete die GFA zu seinem Gedenken eine Schweigeminute bei allen Spielen der Zu seinem Gedenken hat der GFA eine Schweigeminute bei allen Spielen der Premier League, der Division One, der Women’s Premier League sowie im FA Cup an. Außerdem wurden alle Mannschaften dazu angehalten, in schwarz/rotem Trauerflor aufzulaufen.
Sein Sohn David und sein Enkel Daniel (* 1987) wurden ebenfalls FIFA-Schiedsrichter.